# Cocheren
Cocheren (deutsch Kochern) ist eine französische Gemeinde mit 3351 Einwohnern (1. Januar 2022) im Département Moselle in der Region Grand Est (bis 2016 Lothringen). Sie gehört zum Arrondissement Forbach-Boulay-Moselle.

## Geographie
Cocheren liegt an der Rossel, einem linksseitigen Zufluss der Saar, zwischen Forbach und Saint-Avold. Der Ort liegt nahe der Grenze zum Saarland in der grenzübergreifenden Landschaft des Warndt. Überragt wird die Ortschaft von der Anhöhe des Hérapel (colline du Hérapel, 330 m). Das Gemeindegebiet umfasst 5,63 km². Cocheren besaß einen Bahnhof an der Forbacher Bahn.

## Geschichte
Auf dem Hérapel befand sich eine keltische Siedlung, die in gallo-römischer Zeit ihre Blüte erlebte. Fundstücke aus dieser Zeit befinden sich in Museen in Metz und Saargemünd sowie in Deutschland, da die ersten Ausgrabungen vor dem Ersten Weltkrieg unter deutscher Verwaltung (1871–1914) stattfanden.

### Bevölkerungsentwicklung
| Jahr      | 1962 | 1968 | 1975 | 1982 | 1990 | 1999 | 2007 | 2019 |
| Einwohner | 4574 | 4227 | 3731 | 3544 | 3425 | 3293 | 3395 | 3380 |

## Sehenswertes
- Gallo-römische Ausgrabungen auf dem Hérapel
- Kirche Unserer Lieben Frau des Bergwerkes (Église Notre-Dame-des-Houillères) in der Bergarbeitersiedlung Cité Belle Roche
- Dreifaltigkeitskirche (Église de la Très-Sainte-Trinité)
- Kapelle St. Helene am Berg Hérapel

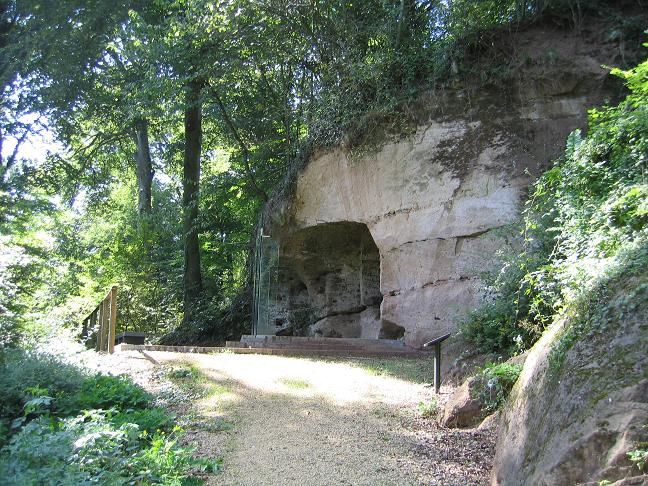
Teil des gallorömischen Grabungsfeldes
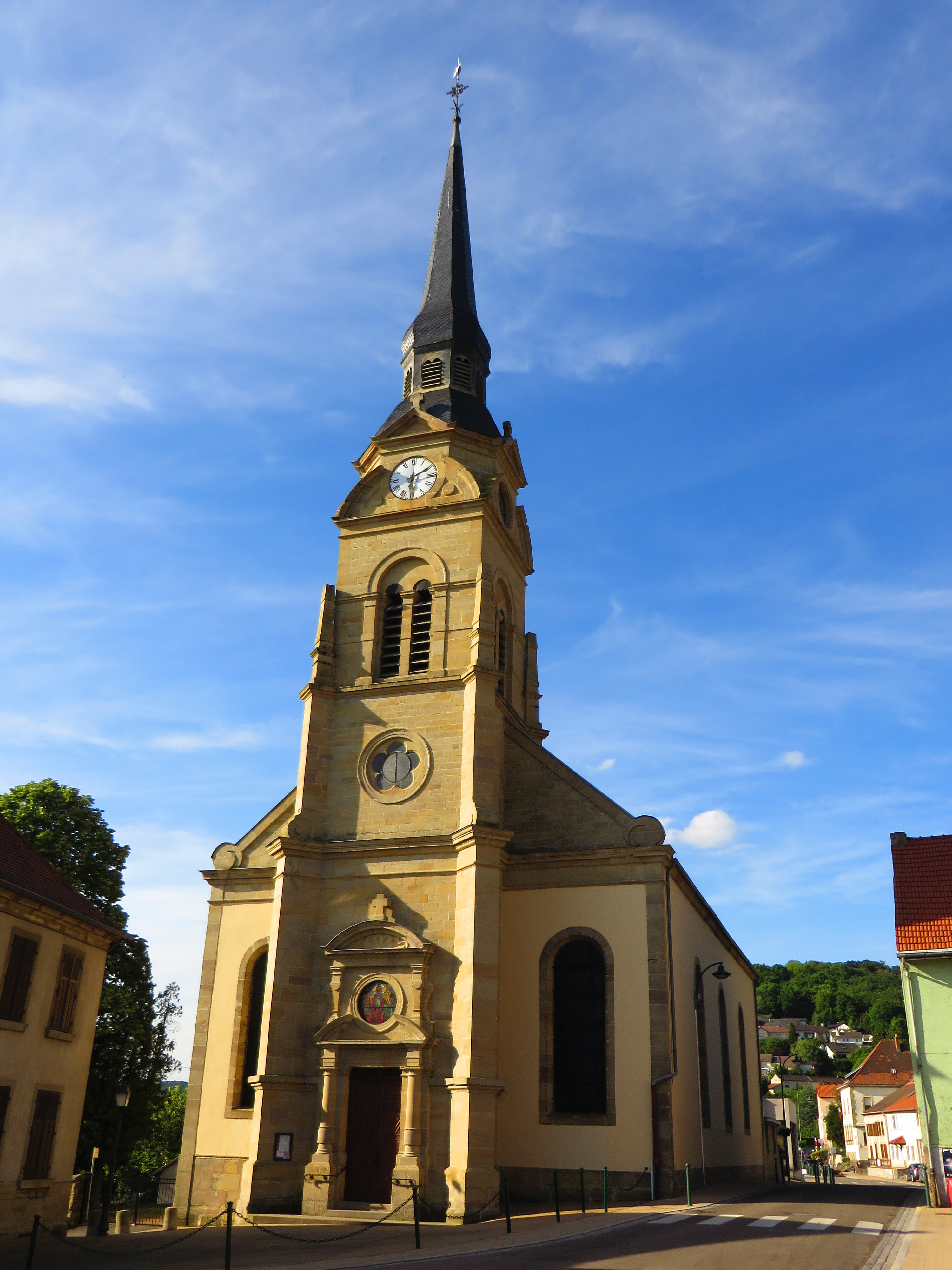
Dreifaltigkeitskirche
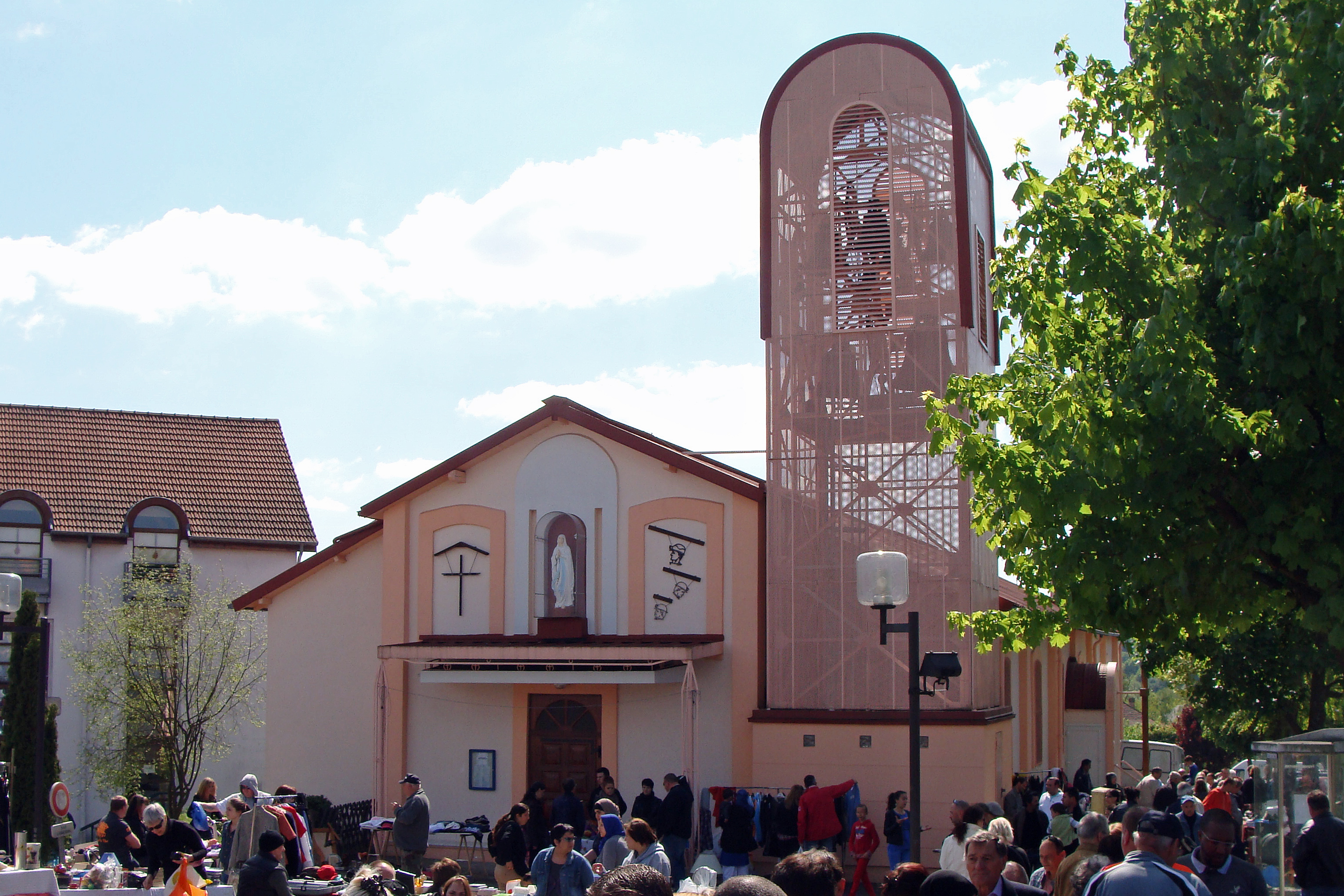
Kirche Unserer Lieben Frau des Bergwerkes
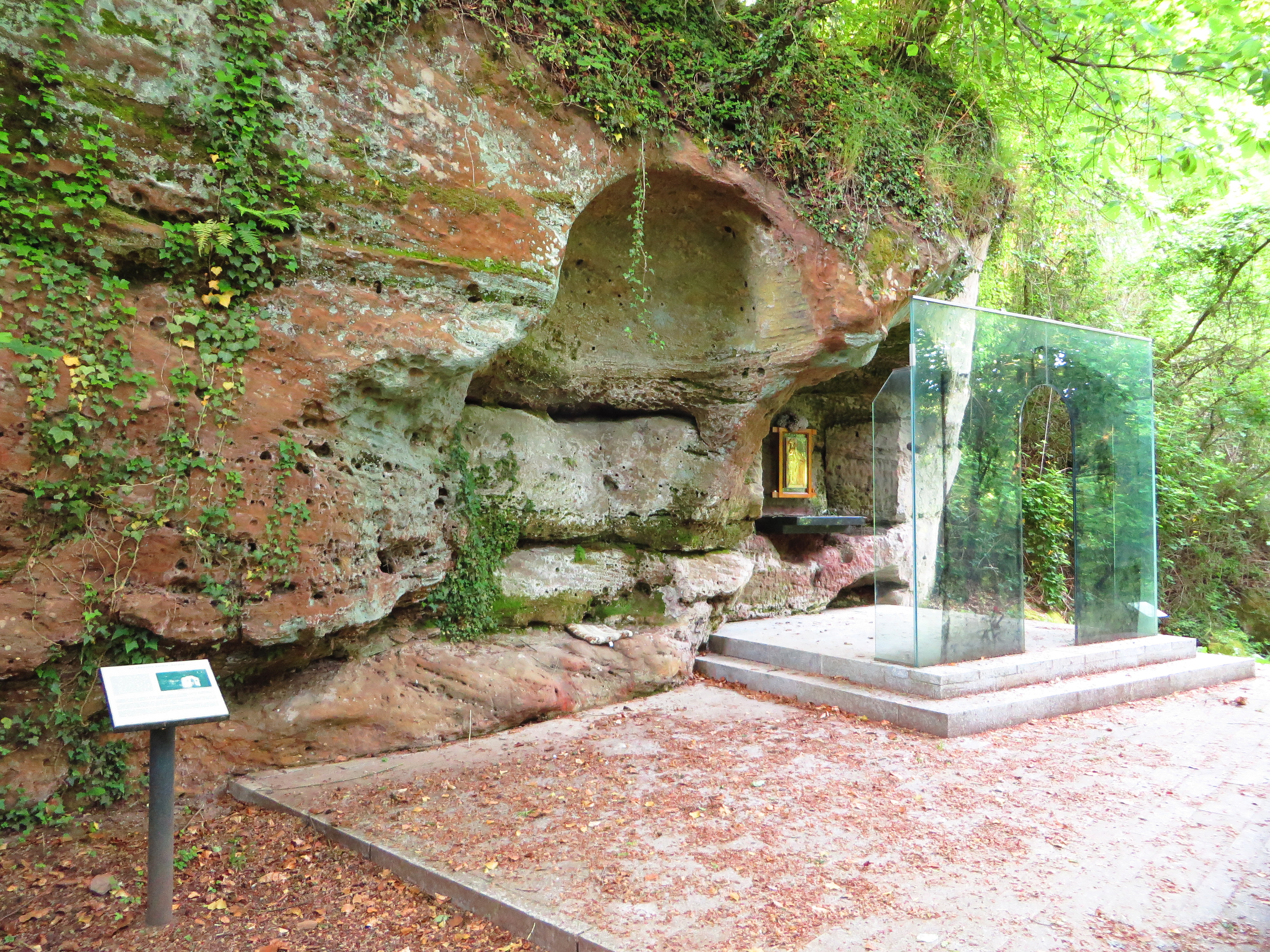
Kapelle St. Helene

## Partnerschaft
Cocheren hat seit 1985 eine Partnerschaft mit Lampaden in Deutschland.